# 城堡山 (加利福尼亞州)
城堡山（英語：Castle Hill）是位於美國加利福尼亞州康特拉科斯塔縣的一個人口普查指定地區。

## 地理
城堡山的座標為37°52′23″N 122°03′26″W / 37.87306°N 122.05722°W，而該地最高點為海拔高度95米（即302英尺）。

## 人口
根據2010年美國人口普查的數據，城堡山的面積為1.885平方千米，當中陸地面積為1.885平方千米，而水域面積為0.000平方千米。當地共有人口1299人，而人口密度為每平方千米689人。